# Placówka Straży Granicznej II linii „Ostrołęka”
Placówka Straży Granicznej II linii „Ostrołęka” – jednostka organizacyjna Straży Granicznej pełniąca służbę wywiadowczą na granicy polsko-niemieckiej w okresie międzywojennym.

## Formowanie i zmiany organizacyjne
Rozporządzeniem Prezydenta Rzeczypospolitej Polskiej Ignacego Mościckiego z 22 marca 1928 roku, do ochrony północnej, zachodniej i południowej granicy państwa, a w szczególności do ich ochrony celnej, powoływano z dniem 2 kwietnia 1928 roku Straż Graniczną.
Rozkazem nr 1 z 12 marca 1928 roku w sprawach organizacji Mazowieckiego Inspektoratu Okręgowego Naczelny Inspektor Straży Celnej gen. bryg. Stefan Pasławski określił strukturę organizacyjną komisariatu SG „Myszyniec”. 
Rozkazu Mazowieckiego Inspektora Okręgowego nr 5 z 11 maja 1928 placówka SG II linii „Ostołęka”  podporządkowano etatowo posterunek informacyjny „Grabowo”.
Rozkazem nr 9 z 18 października 1929 roku w sprawie reorganizacji mazowieckiego Inspektoratu Okręgowego komendant Straży Granicznej płk Jan Jur-Gorzechowski określił numer i nową strukturę komisariatu. Placówka Straży Granicznej II linii „Ostrołęka” znalazła się w jego strukturze.
Z dniem 1 lipca 1939 placówka Straży Granicznej II linii „Ostrołęka” przydzielona została do Obwodu Straży Granicznej „Łomża”.
Rozkazem KGSG nr 12/39, z dniem 1 VII 1939 roku zniesiono placówkę II linii „Ostrołęka” i posterunek SG „Goniądz”